# Танванхэ (район)
Танванхэ́ (кит. упр. 汤旺河, пиньинь Tāngwànghé) — бывший район городского подчинения городского округа Ичунь провинции Хэйлунцзян (КНР). Название района происходит от протекающей по его территории реки Танванхэ.

## История
В августе 1958 года здесь было образовано Дунфэнское лесничество. В марте 1960 года оно было преобразовано в район Дунфэн (东风区). В декабре 1962 года район Дунфэн был присоединён к району Синьцин, но в декабре 1964 года был воссоздан вновь. В декабре 1983 года район Дунфэн был переименован в Танванхэ.
В 2019 году были расформированы районы Уилин и Танванхэ, а на их месте был создан уезд Танван.

## Административное деление
Район Танванхэ делится на 2 уличных комитета.
| № | Название | Название (кит.) | Статус          | Население чел. (2010) | На карте                         |
| - | -------- | --------------- | --------------- | --------------------- | -------------------------------- |
| 1 | Хэньань  | 河南街道办事处  | уличный комитет | 16238                 | 48°27′09″ с. ш. 129°34′06″ в. д. |
| 2 | Хэбэй    | 河北街道办事处  | уличный комитет | 10935                 | 48°27′09″ с. ш. 129°34′06″ в. д. |

## Соседние административные единицы
Район Танванхэ на севере граничит с районом Уилин, на востоке — с уездом Цзяинь, на юге — с районами Цзиньшаньтунь и Хунсин, на западе — с территорией городского округа Хэйхэ.